# Danny Whitten
Daniel Ray Whitten (* 8. Mai 1943 in Columbus, Georgia, USA; † 18. November 1972 in Los Angeles, USA) war ein US-amerikanischer Singer/Songwriter, der vor allem als Gitarrist der Band Crazy Horse, die bereits etliche Alben mit dem Rock-Musiker Neil Young aufgenommen haben, bekannt wurde. Außerdem schrieb er den Hit I Don’t Want to Talk About It, der von zahlreichen Künstlern gecovert wurde.

## Biografie
Nachdem sich seine Eltern getrennt hatten, lebten Whitten und seine Schwester Brenda bei ihrer Mutter, die als Kellnerin arbeitete. Als Whitten neun Jahre alt war, heiratete seine Mutter wieder, und die Familie zog nach Canton, Ohio.
In Los Angeles lernte Whitten Billy Talbot kennen. Zusammen mit Talbot und anderen gründete er die Band Danny and the Memories, in der sich auch der Cousin von Ralph Molina befand, der diesen dann mit in die Gruppe brachte. Nachdem sie die kommerziell nicht erfolgreiche Single Can’t Help Loving That Girl of Mine aufgenommen hatten, ging die Gruppe nach San Francisco, wo sie sich in The Psyrcle unbenannten, ihren Musikstil änderten und nun Folk Psychedelic Rock spielten. Danny Whitten spielte E-Gitarre, Molina Schlagzeug und Talbot spielte Bass und Piano. Als die beiden Gitarristen George und Leon Whitsell und der Geiger Bobby Notkoff dazu kamen, nannte sich die Formation The Rockets. Es wurde ein Studioalbum aufgenommen und bei einem Liveauftritt lernte die Gruppe Neil Young kennen. Nachdem dessen Band Buffalo Springfield sich 1968 getrennt hatte und Youngs Debütalbum veröffentlicht worden war, zeigte dieser Interesse, mit Whitten, Talbot und Molina sein zweites Album Everybody Knows This Is Nowhere aufzunehmen. Dies führte zum Ende der Rockets, aus denen Crazy Horse hervorging. Die Formation nahm ebenfalls an den Aufnahmen zu Youngs nächstem Album After the Gold Rush teil, bevor 1971 das eigene Studioalbum Crazy Horse aufgezeichnet wurde. Hierauf ist auch das Lied I Don’t Want to Talk About It enthalten, das im Laufe der Zeit u. a. von Rod Stewart, Rita Coolidge oder Everything but the Girl vielfach gecovert wurde.
Um 1970 wurde Whitten heroinsüchtig. Neil Young thematisierte dies in seinem Song The Needle and the Damage Done.
Nach der Veröffentlichung des Debütalbums von Crazy Horse hatte sich Whittens Drogensucht so weit verschlimmert, dass er die Band verlassen musste. Ohne weiteres musikalisches Projekt gerieten seine Probleme weiter außer Kontrolle. Im Herbst 1972 lud Young Whitten ein, an Proben für dessen folgendes Studioalbum  und der daran anschließenden Tour teilzunehmen. Bedingung von Young war hierfür, dass Whitten drogenfrei sein sollte. Dieser versuchte, die Anforderung zu erfüllen, indem er Heroin durch Alkohol ersetzte. Es zeigte sich jedoch bald, dass er nicht in der Lage war zu spielen. Daher wurde er von Young entlassen. Whitten flog zurück nach Los Angeles, wo er noch am selben Abend an einer Kombination von Valium und Alkohol starb. Er wurde von einer Mitbewohnerin im Badezimmer tot aufgefunden. Aufgrund seiner Drogenprobleme stellten sich schnell Vermutungen ein, dass eine Überdosis Heroin die Todesursache gewesen sei. Eine Autopsie bestätigte aber eine Vergiftung durch Diazepam und Ethanol.

## Diskografie
- The Rockets, The Rockets, 1968
- Nature Boy, Joe Beck, 1969
- Everybody Knows This Is Nowhere, Neil Young mit Crazy Horse, 1969
- After the Gold Rush, Neil Young, 1970
- Grin, Grin, 1971
- Crazy Horse, Crazy Horse, 1971
- Blasts from My Past, Barry Goldberg, 1971
- Tonight’s the Night, Neil Young, 1975, posthum